# Geminofilum

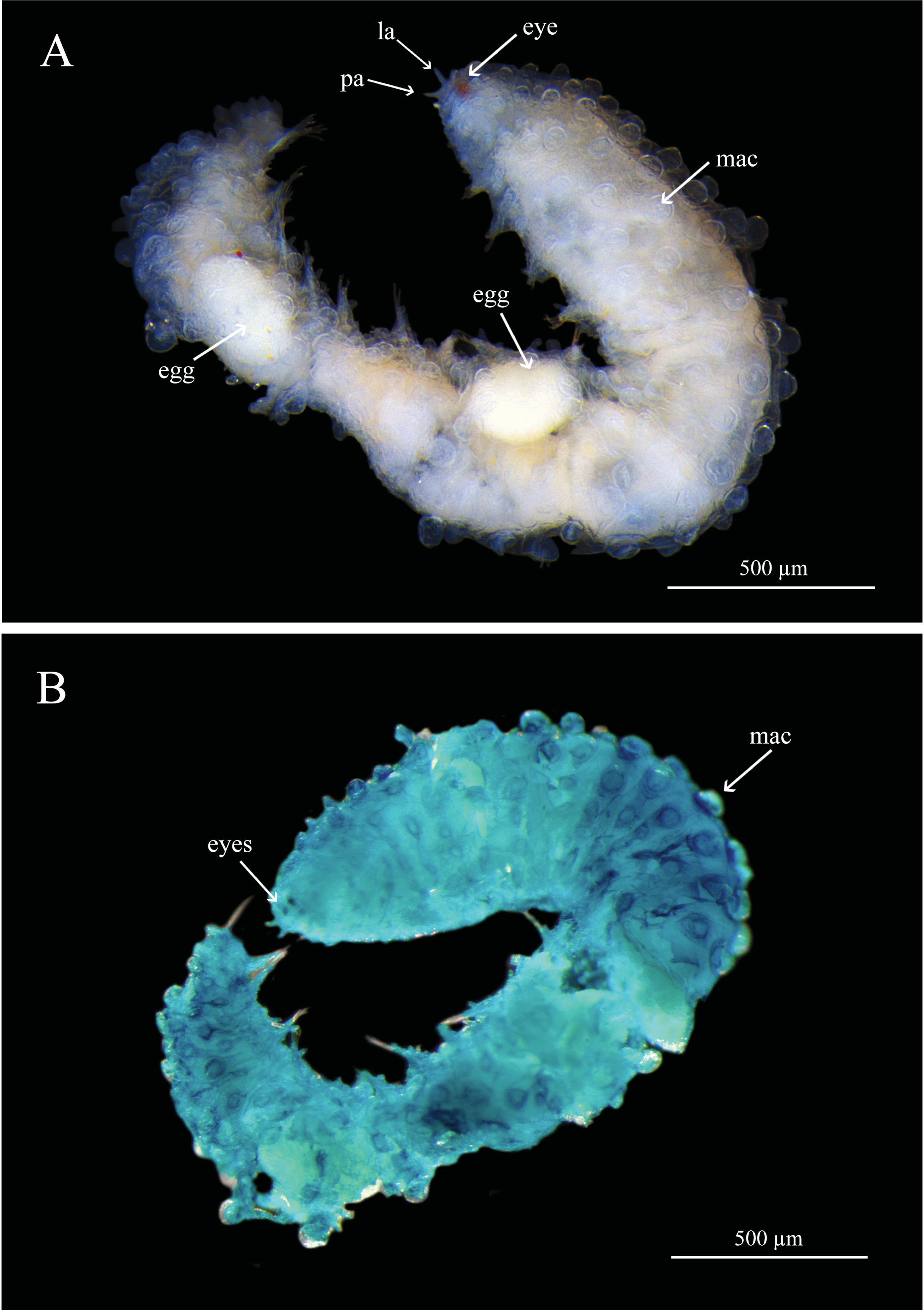
Geminofilum thailandica w alkoholu i po wybarwieniu zielenią metylową

Geminofilum – rodzaj wieloszczetów z rzędu Phyllodocida i rodziny Sphaerodoridae. Obejmuje 16 opisanych gatunków. Zamieszkują bentos mórz.

## Morfologia
Wieloszczety o stosunkowo krótkim, walcowatym ciele dochodzącym do kilku mm długości i 0,5 mm szerokości. Oskórek jest gruby i pozbawiony kolagenu. Grzbietowa strona szczecinkonośnych segmentów ciała (chetigerów) zaopatrzona jest w guzki makroskopowe, które rozmieszczone są w dwóch szeregach poprzecznych na każdym segmencie. W każdym szeregu znajduje się od 3 do 8 guzków. Guzki te mają kształt półkulisty do kulistego i są siedzące (pozbawione szypułek). Na brzusznej, a zwykle także na grzbietowej stronie ciała obecne są także nabłonkowe papille dodatkowe. Nie występują natomiast guzki mikroskopowe.
Głowa zaopatrzona jest w parę głaszczków, parę czułków bocznych, pojedynczy czułek środkowy i  parę cirrusów mackowatych (okołogębowych). Wszystkie te przydatki są krótkie, pozbawione ostróg czy brodawek nasadowych. Poza tym na głowie występować mogą papille czułkowate – przypominające czułki wypustki nabłonka oraz papille dodatkowe. Mogąca się wywracać na zewnątrz część gardzieli (ryjek) pozbawiona jest uzbrojenia.
Parapodia są jednogałęziste, mniej lub bardziej stożkowate, zwykle dwukrotnie dłuższe niż szerokie. Płaty acikularne występują zwykle począwszy od drugiego chetigeru i zaopatrzone są w pojedyncze acikule. Wyrastający na spodzie parapodium cirrus wentralny jest długi, tak długi jak płat acikularny. Na chetigerze pierwszym brak jest szczecin zmodyfikowanych w przysadziste, zakrzywione haki. Szczecinki wszystkich parapodiów są złożone, z wyodrębnionymi trzonkiem i blaszką o piłkowanej krawędzi tnącej.

## Ekologia i występowanie
Zwierzęta morskie, bentosowe, spotykane od płycizn po głębokości poniżej 4000 m p.p.m. Znane są z mórz i oceanów w okolicach wszystkich kontynentów. 

## Taksonomia
Rodzaj ten wprowadzili w 2019 roku María Capa, Arne Nygren, Julio Parapar, Torkild Bakken, Karin Meißner oraz Juan Moreira w ramach rewizji systematycznej Sphaerodoridae. Na jego wyróżnienie zdecydowano się na podstawie wyników molekularnej analizy filogenetycznej i badań morfologicznych, w których rozpoznano siostrzany dla Sphaerephesia klad obejmujący liczne gatunki umieszczane wcześniej w rodzaju Sphaerodoropsis, ale nie jego gatunek typowy. Gatunkiem typowym rodzaju Geminofilum wyznaczono Sphaerodorum distichum, opisanego w 1962 roku przez Andersa Eliasona. Do rodzaju tego zaliczono 16 opisanych gatunków:

- Geminofilum arctowskyensis (Hartmann-Schröder & Rosenfeldt, 1988)
- Geminofilum bisphaeroserialis (Hartmann-Schröder, 1974)
- Geminofilum distichum (Eliason, 1962)
- Geminofilum fauchaldi (Hartmann-Schröder, 1979)
- Geminofilum garciaalvarezi (Moreira, Cacabelos & Troncoso, 2004)
- Geminofilum halldori (Moreira & Parapar, 2012)
- Geminofilum heteropapillatum (Hartmann-Schröder, 1987)
- Geminofilum multipapillatum (Hartmann-Schröder, 1974)
- Geminofilum oculatum (Fauchald, 1974)
- Geminofilum paracapense (Hartmann-Schröder, 1974)
- Geminofilum pycnos (Fauchald, 1974)
- Geminofilum sexantennellum (Kudenov, 1993)
- Geminofilum solis (Reuscher & Fiege, 2015)
- Geminofilum spissum (Benham, 1921)
- Geminofilum translucidum (Borowski, 1994)
- Geminofilum thailandica Plathong, Plathong & Capa, 2020

Sceptycznie do koncepcji tegoż rodzaju podchodzą autorzy World Polychaeta database, włączając według stanu na 2021 rok w jego poczet tylko 4 gatunki:
- Geminofilum distichum (Eliason, 1962)
- Geminofilum garciaalvarezi (Moreira, Cacabelos & Troncoso, 2004)
- Geminofilum halldori (Moreira & Parapar, 2012)
- Geminofilum thailandica Plathong, Plathong & Capa, 2020